# Nikita Iljitsch Tolstoi
Nikita Iljitsch Tolstoi (russisch Никита Ильич Толстой; * 15. April 1923 in Werschetz; † 27. Juni 1996 in Moskau) war ein serbisch-russischer Linguist, Slawist und Hochschullehrer.

## Leben
Tolstois Vater war der russische Marineoffizier Ilja Iljitsch Tolstoi (1897–1970), der Enkel Ilja Lwowitsch Tolstois und Urgroßneffe Lew Nikolajewitsch Tolstois war und nach der Oktoberrevolution nach Serbien emigrierte. Tolstoi besuchte eine Emigrantenschule. Während des Zweiten Weltkriegs war er 1941–1944 Mitglied der Partisanenbewegung. 1944–1945 gehörte er zur Roten Armee.
1945 reiste Tolstoi mit seinen Eltern in die UdSSR und begann das Studium mit der Fachrichtung bulgarische Sprache und Literatur an der philosophischen Fakultät der Lomonossow-Universität Moskau (MGU). Seine Diplomarbeit fertigte er bei Wiktor Wladimirowitsch Winogradow an. Nach dem Studium war Tolstoi 1952–1956 Lehrer am Staatlichen Moskauer Institut für Internationale Beziehungen (MGIMO). Er erstellte das erste Serbokroatisch-Russisch-Wörterbuch in der UdSSR. 1954 verteidigte er seine bei Samuil Borissowitsch Bernstein angefertigte Kandidatdissertation über die kurzen und vollständigen Formen der Adjektive in der altkirchenslawischen Sprache.
Darauf arbeitete Tolstoi im Moskauer Institut für Slawistik und Balkanistik (ISB) der Akademie der Wissenschaften der UdSSR (AN-SSSR). Er untersuchte in den 1950er Jahren bulgarische Dialekte in Bessarabien, am Asowschen Meer und in Bulgarien. Ab 1962 leitete er selbst Expeditionen zum Sammeln von Materialien in Polesien (bis 1986), wodurch er zum Begründer der sowjetischen Ethnolinguistik wurde. Ab 1968 lehrte er an der MGU. 1972 verteidigte er seine Doktordissertation über die semantische Analyse der slawischen Geographieterminologie. 1976 wurde er zum Professor der MGU ernannt. Ab 1977 leitete er die Gruppe für Ethnolinguistik und Folklore im ISB. 1984 wurde er Korrespondierendes Mitglied der AN-SSSR und 1987 Wirkliches Mitglied. 1992–1996 gehörte er zum Präsidium der nun Russischen Akademie der Wissenschaften (RAN). Er war Autor einer Vielzahl wissenschaftlicher Veröffentlichungen. Zu seinen Schülern gehörten Olga Wladislawowna Belowa, Alexander Dmitrijewitsch Dulitschenko und Anatoli Fjodorowitsch Schurawljow.
In seinen letzten Lebensjahren war Tolstoi Ratsvorsitzender der Russischen Stiftung für Geistes- und Sozialwissenschaften.
Tolstoi war verheiratet mit der Linguistin Swetlana Michailowna Tolstaja geborene Schur und hatte die beiden Töchter Marfa, die Linguistin wurde, und Anna, die als Fernsehmoderatorin Fjokla Tolstaja bekannt wurde.
Tolstoi starb nach schwerer Krankheit und wurde auf dem Friedhof der Tolstois in Kotschaki bei Jasnaja Poljana begraben.

## Ehrungen, Preise
- Medaille „Für die Einnahme Budapests“
- Medaille „Für die Einnahme Wiens“
- Orden des Vaterländischen Krieges II. Klasse[10]
- Demidow-Preis (1994)